# Luca Fusi
Luca Danilo Fusi (né le 7 juin 1963 à Lecco dans la province du même nom en Italie) est un ancien joueur et désormais entraîneur de football italien.
Durant sa carrière, il a joué pour les clubs italiens de Como, de la Sampdoria, du Napoli, du Torino et de la Juventus. Il a également joué huit matchs avec l'équipe d'Italie de football et pris part à l'Euro 1988.

## Biographie

### Carrière en club
Fusi commence sa carrière avec son club formateur du Calcio Côme, avant de partir évoluer pour le club de l'UC Sampdoria entre 1986 et 1988, avec qui il remporte la Coppa Italia sous les couleurs génoises.
En 1988, il quitte la Sampdoria pour rejoindre le Napoli, remportant la Coupe de l'UEFA en 1989 ainsi que la Serie A en 1990. En juin 1990, il part de Naples pour le Piémont et le club du Torino, remportant une autre Coppa Italia en 1993. Il quitte le club pour leur grands rivaux turinois de la Juventus FC. Avec la Juve, il remporte la Serie A et sa troisième coupe d'Italie. 
Il termine sa carrière en Suisse avec le AC Lugano, où il joue de 1995 à 1997.

### Carrière internationale
Fusi fait ses débuts internationaux le 31 mars 1988 à Split contre la Yougoslavie, en tant que remplaçant de Luigi De Agostini. Il est ensuite sélectionné pour l'euro 1988, mais ne joue aucun match durant la compétition.

### Carrière d'entraîneur
Après deux saisons en tant qu'assistant-entraîneur du côté de l'AC Cesena, lors de la saison 2007–08, Fusi prend en main de club de Bellaria Igea en Serie C2 (D4).
En juin 2008, il prend la tête du Real Marcianise, équipe de Lega Pro Prima Divisione (D3), les faisant terminer dans le milieu de tableau. Il entraîne ensuite le Foligno Calcio, autre club de Lega Pro Prima Divisione, pour la saison 2009–10, avant d'être remercié de ses fonctions le 27 avril 2010 pour cause de mauvais résultats, Foligno terminant à la 15e place, et d'être remplacé par Salvatore Matrecano.